# Chynkojan
Chynkojan – wieś w Armenii, w prowincji Lorri. W 2011 roku liczyła 259 mieszkańców.